# Rue Gisèle-Freund
La rue Gisèle-Freund est une voie nouvelle du 13e arrondissement de Paris située dans le nouveau quartier qui se construit au sud de la Gare d'Austerlitz.

## Situation et accès
La rue Gisèle Freund fait partie de l'opération d'urbanisme Paris Rive Gauche et débute 11, Avenue Pierre-Mendès-France et se termine rue Berenice-Abbott et rue David-Bowie.
La rue Gisèle Freund est accessible par les lignes 5 et 10 à la station Gare d'Austerlitz ainsi que par la ligne 6 à la station Quai de la Gare.

## Origine du nom
Elle porte le nom de la photographe et sociologue parisienne d'origine berlinoise Gisèle Freund (1908-2000).

## Historique
La voie a été nommée sous le nom provisoire de voie FW/13, avant de prendre sa dénomination actuelle au Conseil du 13e arrondissement et du Conseil de Paris, en 2020, dans le cadre de l'opération d'aménagement Paris Rive Gauche à l'instar des rues David-Bowie, Dorothea-Lange, Vivian-Maier, Alain-Jacquet, Jacques-Monory et Berenice-Abbott.

## Bâtiments remarquables et lieux de mémoire
- La Gare d'Austerlitz